# Nicole Rancourt
Pour les articles homonymes, voir Rancourt.
Nicole Rancourt  est une femme politique provinciale canadienne de la Saskatchewan. Elle représente la circonscription de Prince Albert Northcote à titre de députée du Nouveau Parti démocratique de 2016 à 2020.